# Fyrsjön, Södermanland
Fyrsjön är en sjö i Katrineholms kommun i Södermanland och ingår i Nyköpingsåns huvudavrinningsområde. Sjön är 7,5 meter djup, har en yta på 0,251 kvadratkilometer och är belägen 67,3 meter över havet. Vid provfiske har abborre, gers, gädda och mört fångats i sjön.

## Delavrinningsområde
Fyrsjön ingår i det delavrinningsområde (655966-153712) som SMHI kallar för Utloppet av Fyrsjön. Medelhöjden är 81 meter över havet och ytan är 3,1 kvadratkilometer. Det finns inga avrinningsområden uppströms utan avrinningsområdet är högsta punkten. Vattendraget som avvattnar avrinningsområdet har biflödesordning 4, vilket innebär att vattnet flödar genom totalt 4 vattendrag innan det når havet efter 89 kilometer. Avrinningsområdet består mestadels av skog (92 procent). Avrinningsområdet har 0,25 kvadratkilometer vattenytor vilket ger det en sjöprocent på 8 procent.